# TGV Atlantique
De TGV Atlantique is een type hogesnelheidstrein van de Franse spoorvervoerder SNCF, uit de TGV-familie van fabrikant Alstom. De treinstellen zijn de tweede generatie TGV-treinen.

## Geschiedenis
De treinen zijn gebouwd tussen 1988 en 1992 vanwege de opening van de LGV Atlantique, en de eerste treinstellen gingen in 1989 in dienst.
De SNCF sloot een contract om vanaf 2015 het merendeel, minstens 93, TGV Atlantique af te danken, wat plaatsvond over een periode tot 2021, soms vanaf de relatief jonge leeftijd van 28 jaar. Deze vroege uitfasering, samen met die van de oudere TGV Sud-Est, was een belangrijke reden waardoor de totale reizigerscapaciteit van de TGV's van de SNCF daalde vanaf 2014. Dit leidde vanaf 2023, bij de heropleving na de coronapandemie tot schaarste aan hogesnelheidstreinen en veelvuldige volgeboekte treinen.

## Beschrijving
De treinen bestaan uit twee motorwagens en 10 rijtuigen met een gezamenlijke capaciteit van 485 reizigers. De treinstellen werden als eerste afgeleverd in de grijze huisstijl, die daarna gestandaardiseerd is over de gehele TGV-vloot.
De treinen zijn 237,5 meter lang en 2904 millimeter breed, hebben een gewicht van 444 ton en kunnen op 1500 volt gelijkspanning en 25 kV wisselspanning rijden.
De lengte van de treinstellen, 237,5 meter, maakt de serie een uitzondering binnen de TGV-vloot. Daarom worden de treinen uitsluitend ingezet vanuit het Parijse station Paris-Montparnasse, omdat dit het enige Parijse station is dat perrons heeft die lang genoeg zijn om twee gekoppelde treinstellen te herbergen.

## Techniek
De aandrijftechniek van de TGV Atlantique is moderner dan die van de eerste generatie TGV-treinen, de TGV Sud-Est. De TGV Atlantique en latere series hebben een aandrijving met synchrone draaistroommotoren. Alleen de draaistellen onder de motorrijtuigen zijn aangedreven. Het vermogen is 8800 kW en de maximale dienstsnelheid is 300 km/h.

## Recordpoging
De motorwagens van treinstel 325, alsmede drie van zijn rijtuigen, werden op 18 mei 1990 gebruikt voor een snelheidsrecordpoging. De trein haalde hierbij een snelheid van 515,3 km/h, hetgeen een wereldrecord opleverde. Speciaal voor de recordpoging werden er grotere wielen onder de trein gemonteerd.

## Galerij

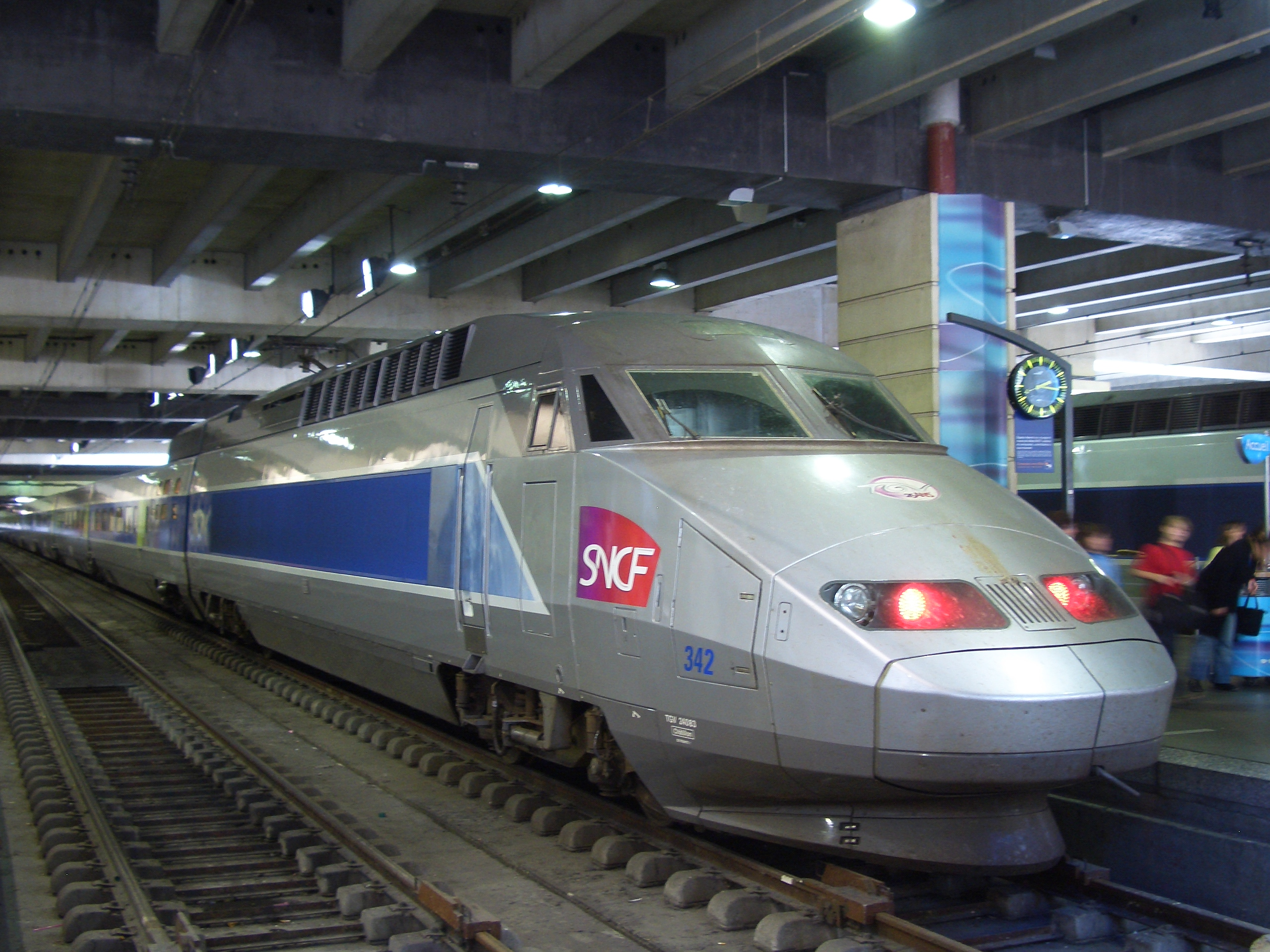
TGV Atlantique-treinstel op station Paris-Montparnasse
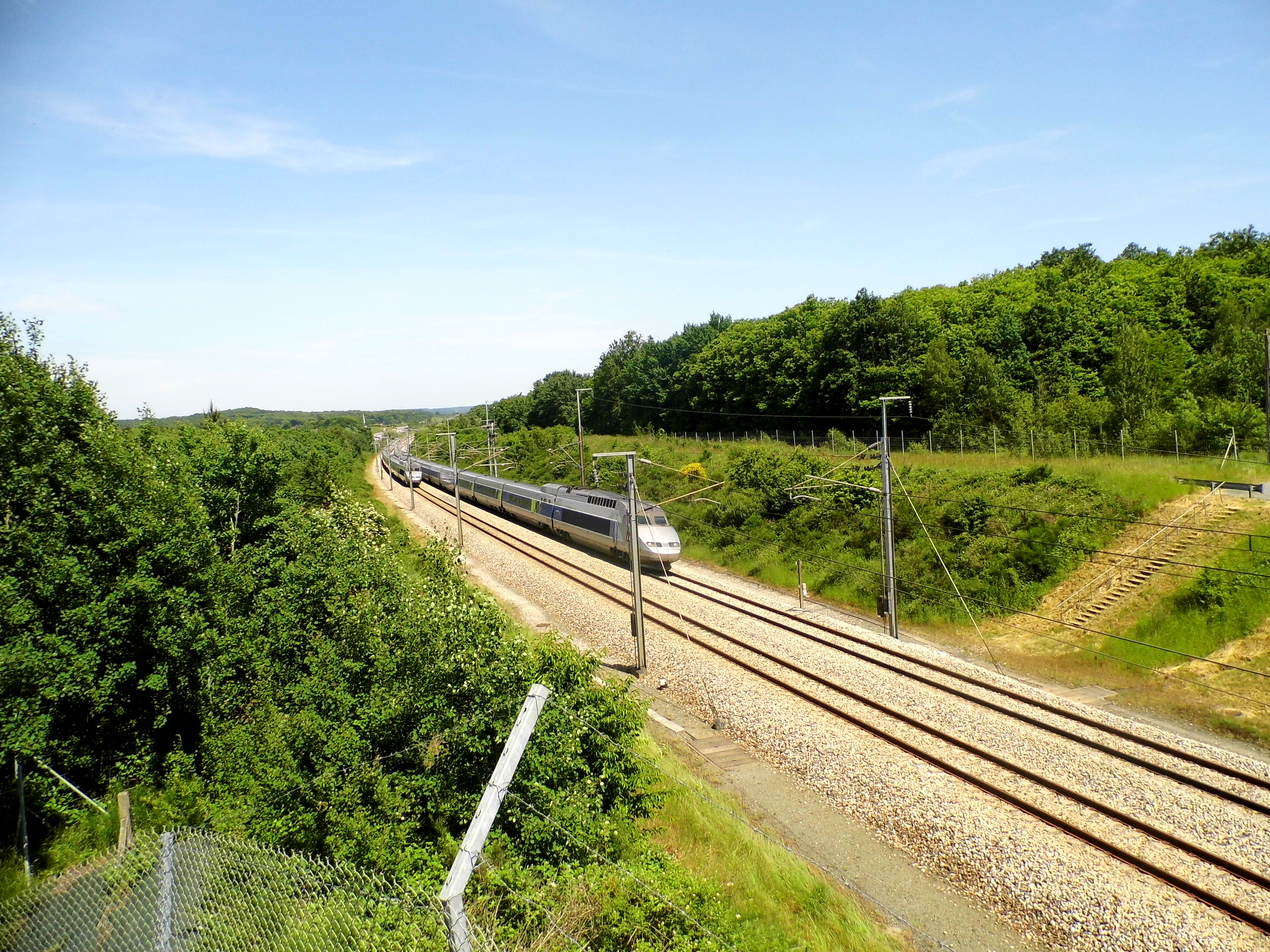
Twee treinstellen kruisen te Angervilliers (Essonne)
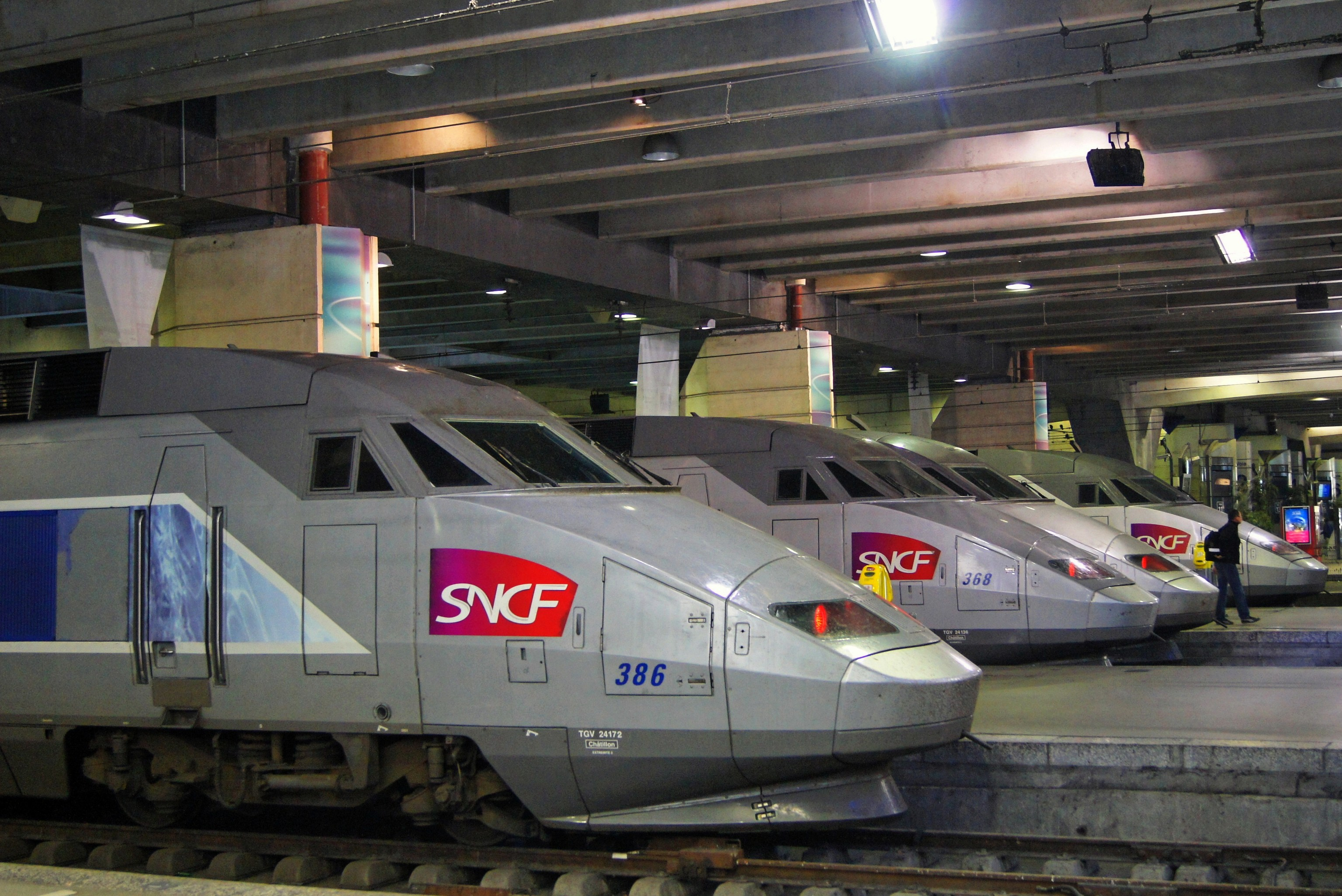
Meerdere treinstellen te Parijs
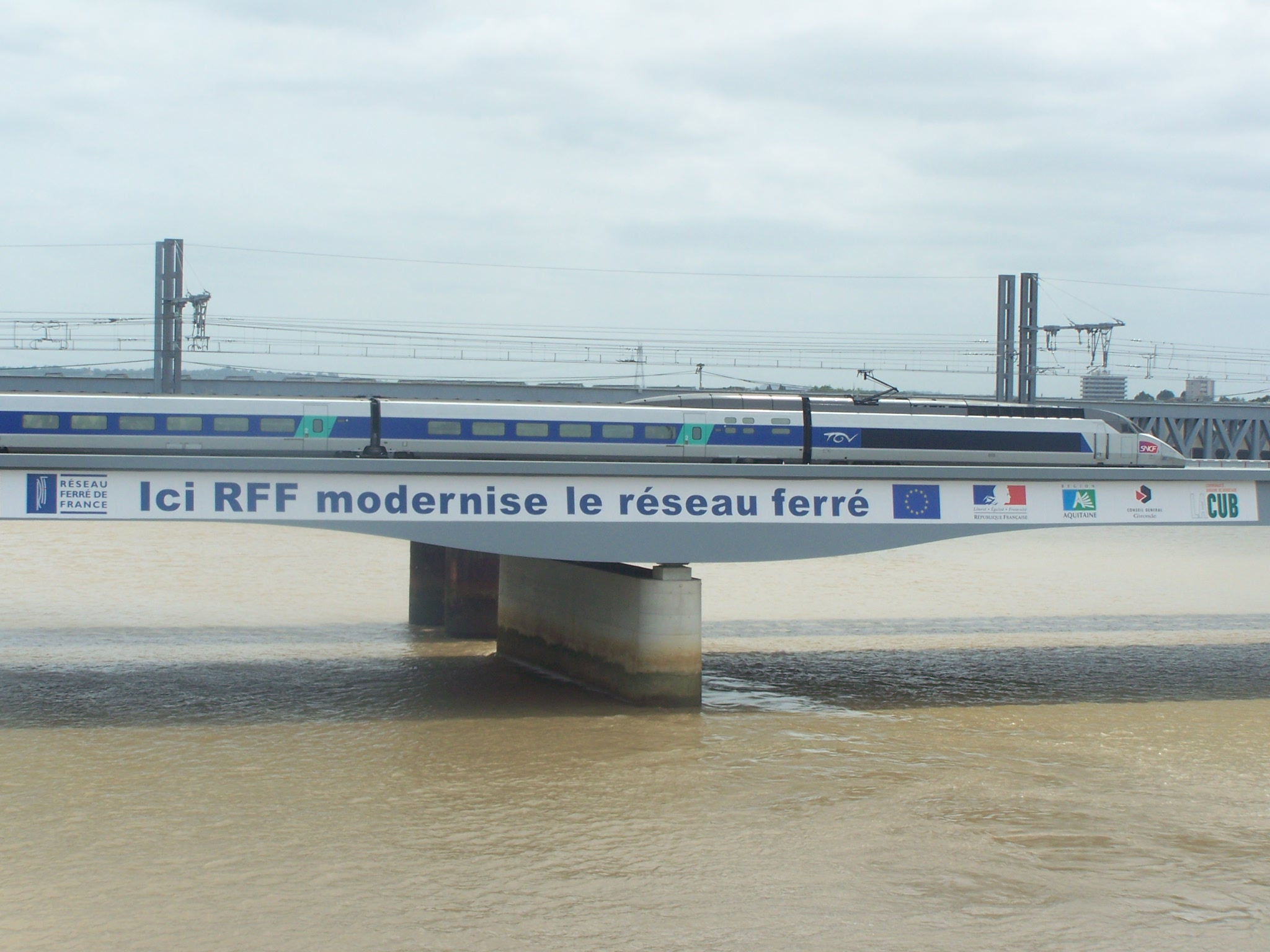
Treinstel op de brug over de Garonne in Bordeaux
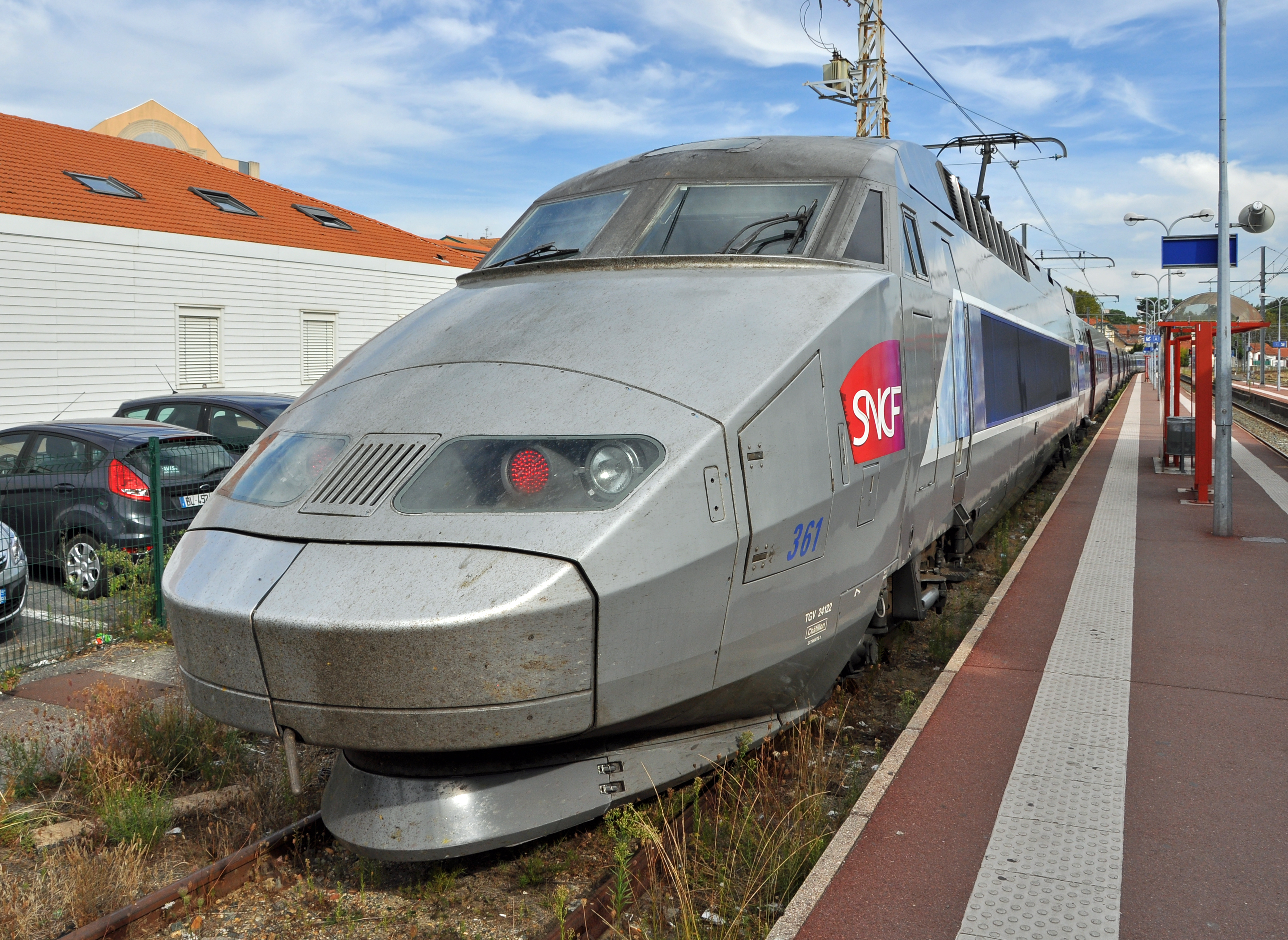
Treinstel 361 in het station van Arcachon